# Zentralamerika- und Karibikspiele 1959
Die 8. Zentralamerika- und Karibikspiele fanden vom 6. bis 18. Januar 1959 in der venezolanischen Hauptstadt Caracas statt. Die Spiele waren zunächst auf den 2. bis 18. Dezember 1958 terminiert, aufgrund der Parlamentswahlen in Venezuela am 7. Dezember wurden die Spiele dann jedoch entgegen dem Vierjahresrhythmus auf Anfang 1959 verlegt.
Mexiko war die erfolgreichste Nation mit 53 Goldmedaillen vor Venezuela, dessen Sportler 35 Mal Gold gewannen.

## Teilnehmende Nationen
Zwölf Länder mit insgesamt 1150 Athleten nahmen an den Zentralamerika- und Karibikspielen teil. Der Sturz von Fulgencio Batista im Rahmen der kubanischen Revolution zu Beginn des Jahres 1959 führte dazu, dass Kuba zum ersten und einzigen Mal nicht an den Spielen teilnahm. Britisch-Guayana gab derweil sein Debüt.
| - Britisch-Guayana - Costa Rica - El Salvador - Guatemala | - Jamaika - Kolumbien - Mexiko - Nicaragua | - Niederländische Antillen - Panama - Puerto Rico - Venezuela |

## Sportarten
Bei den Zentralamerika- und Karibikspielen waren 17 Sportarten im Programm. Bowling und Golf, beide 1954 noch im Programm, waren nicht mehr Teil der Spiele.
| - Baseball - Basketball - Boxen - Fechten - Fußball - Gewichtheben | - Leichtathletik - Radsport - Reiten - Ringen - Schießen - Schwimmen | - Tennis - Turnen - Volleyball - Wasserball - Wasserspringen |

Fett markierte Links führen zu den detaillierten Ergebnissen der Spiele

## Medaillenspiegel
| Platz | Land                     | Gold | Silber | Bronze | Gesamt |
| ----- | ------------------------ | ---- | ------ | ------ | ------ |
| 01    | Mexiko                   | 53   | 37     | 42     | 132    |
| 02    | Venezuela                | 35   | 31     | 34     | 100    |
| 03    | Puerto Rico              | 9    | 19     | 8      | 36     |
| 04    | Panama                   | 7    | 6      | 11     | 24     |
| 05    | Kolumbien                | 6    | 10     | 4      | 20     |
| 06    | Niederländische Antillen | 4    | 5      | 3      | 12     |
| 07    | Jamaika                  | 2    | 1      | 1      | 4      |
| 08    | Britisch-Guayana         | 1    | 5      | 7      | 13     |
| 09    | Guatemala                | 1    | 3      | 5      | 9      |
| 10    | El Salvador              | 1    | 2      | 1      | 4      |
| 11    | Nicaragua                | —    | —      | 2      | 2      |
| 12    | Costa Rica               | —    | —      | 1      | 1      |

## Schönheitskönigin
Zu repräsentativen Zwecken wurde für die Spiele eigens eine (Schönheits-)Königin mit „Hofdamen“ ausgewählt. Es handelte sich um Gladys Ascanio, die 1960 die venezolanische Teilnehmerin beim Miss-International-Wettbewerb war.